# Dibulla
Dibulla ist eine Gemeinde (municipio) im Departamento La Guajira in Kolumbien.

## Geographie
Dibulla liegt direkt am Karibischen Meer zwischen den Hauptstädten von drei Departamentos: Im Osten grenzt die Gemeinde an Riohacha, im Westen an Santa Marta (Magdalena) und im Süden an Valledupar (Cesar). Zudem grenzt Dibulla im Südosten an San Juan del Cesar.

## Bevölkerung
Die Gemeinde Dibulla hat 37.854 Einwohner, von denen 6054 im städtischen Teil (cabecera municipal) der Gemeinde leben (Stand: 2019).

## Geschichte
Dibulla gehörte bis 1995 zu Riohacha und ist erst seitdem eine eigene Gemeinde. Der etwas größere Nachbarort Mingueo wollte ebenfalls diesen Status erhalten. Den Vorzug erhielt jedoch Dibulla und Mingueo wurde zu einem corregimiento  von Dibulla.

## Tourismus
Von besonderer touristischer Bedeutung ist das Dorf und corregimiento Palomino, das auf dem Gebiet der Gemeinde Dibulla liegt. Es ist für seinen Strand und seine guten Surf-Bedingungen bekannt und zieht besonders Rucksacktouristen und Naturliebhaber an.